# Gara Simeri Crichi
Gara Simeri Crichi este o gară situată pe linia Metaponto-Reggio di Calabria. Situată în municipiul Sellia Marina, servește în principal orașul vecin Simeri Crichi.